# Magnesi orotat
Magnesi orotate, muối magiê của axit orotic, là một chất bổ sung khoáng chất. Nó có thể được sử dụng trong điều trị thiếu magiê ngoại bào, cũng như giảm thiểu sự suy giảm magnesi gây ức chế sự liên kết của adenosine triphosphate thông qua axit orotic, cung cấp các vị trí gắn kết.